# Dara (Mezopotamija)
Dara ili Daras (starogrčki: Δάρας) bio je važni bizantski utvrđeni grad u sjevernoj Mezopotamiji na granici sa Sasanidskim Carstvom. Zbog svoje velike strateške važnosti, oko njega su se često vodile borbe u bizantsko-perzijskim ratovima u 6. stoljeću, uključujući znamenitu bitku kod Dare 530. Nakon što su ga godine 639. zauzeli Arapi, izgubio je svoju stratešku važnost, te je postepeno napušten. Njegove ruševine se nalaze na mjestu sela Oğuz u suvremenoj Turskoj.

## Vanjske poveznice
|  | Zajednički poslužitelj ima još gradiva o temi Dara (Mezopotamija) |

- Članak o gradu na Encyclopædia Iranica